# Michael Šebek
Michael Šebek (* 25. ledna 1954 Praha) je profesorem technické kybernetiky na Elektrotechnické fakultě ČVUT (FEL ČVUT) Praze.

## Životopis
Michael Šebek vystudoval FEL ČVUT v Praze, kde v roce 1978 získal titul Ing. V letech 1979–1980 pracoval jako vědecký aspirant  v Ústavu teorie informace a automatizace (ÚTIA) ČSAV. Zde v roce 1981 v oboru Technická kybernetika získal vědeckou hodnost CSc. V období 1980–1987 pracoval jako vědecký pracovník na ÚTIA ČSAV, do roku 1992 jako samostatný vědecký pracovník a od roku 1992 do 2015 jako vedoucí vědecký pracovník, kdy vedl oddělení Teorie řízení (1996–2004). V letech 1991–1991 pracoval na Universiteit Twente v Nizozemsku a v letech 1994–1995 pracoval na Spolkové vysoké technické škole (ETH) v Curychu. V roce 1995 v oboru Technická kybernetika na Akademii věd České republiky získal vědeckou hodnost doktor věd (DrSc). V roce 2005 po habilitačním řízení v oboru Technická kybernetika na ČVUT v Praze mu byla udělena hodnost vysokoškolského pedagoga doc. a v roce 2004 profesor. V současné době (2025) je od roku 2003 vedoucím Katedry řídící techniky na FEL ČVUT.
Je odborníkem na teorii automatického řízení, síťové a multiagentní systémy, formace robotů, autonomních aut, letadel a satelitů. Je autorem mnoha prací a článků v odborných světových časopisech. Je spoluzakladatelem a jednatelem ve firmě PolyX, s.r.o., která vyvíjí software pro  aplikace polynomiálních metod s několika tisíci instalací po celém světě. V roce 2009 založil Robosoutěž pro základní a střední školy České republiky, soutěž Lego robotů.
Přednáší automatické řízení na ČVUT a dalších světových školách. Vede projekt Evropský průmyslový doktorát s belgickou firmou Siemens Industrial Software. V roce 2015 získal cenu Wernera von Siemense pro nejlepšího pedagoga.
Od roku 2020 je členem Vědecké rady CIIRC – ČVUT.
V Praze vedl a trénoval po dvacet let basebalový tým.